# Гейлі Етвел
Гейлі Елізабет Етвел (англ. Hayley Elizabeth Atwell, нар. 5 квітня 1982) — англійська акторка. Найбільш відома роллю Пеґґі Картер у кіновсесвіті Marvel та ролями у фільмах «Мрія Касандри», «Герцогиня» і телесеріалі «Стовпи Землі». Номінантка премії «Золотий глобус» (2011).

## Дитинство
Народилася в Лондоні та єдиною дитиною Еллісон (до шлюбу Каїн), англійської мотиваційної ораторки, і Гранта Етвел, американського індіанця, масажиста, фотографа і шамана. Етвел має подвійне громадянство — Великої Британії та США. Її батьки розлучилися, коли їй було два роки, однак вона проводила літо у штаті Міссурі з батьком. Після отримання середньої освіти в Римо-католицькій школі Сіон Меннінг для дівчат, Західний Лондон, Етвел здобула А-рівень в Ораторській школі Лондона та продовжила навчання у Школі музики і драми Гайдхел, яку закінчила в 2005 році.

## Особисте життя
Етвел почала стосунки з музичним продюсером Недом Вольфгангом Келлі в 2022 році. У квітні 2023 року вони оголосили про заручини.

## Фільмографія

### Фільми
| Рік  |    | Українська назва                           | Оригінальна назва                           | Роль                          |
| ---- | -- | ------------------------------------------ | ------------------------------------------- | ----------------------------- |
| 2007 | ф  | Мрія Кассандри                             | Cassandra's Dream                           | Анджела Старк                 |
| 2007 | ф  |                                            | How About You                               | Еллі Харріс                   |
| 2008 | ф  | Повернення у Брайдсгед                     | Brideshead Revisited                        | Джулія Флайт                  |
| 2008 | ф  | Герцогиня                                  | The Duchess                                 | Бесс Фостер                   |
| 2011 | ф  | Перший месник                              | Captain America: The First Avenger          | Пеґґі Картер                  |
| 2012 | ф  |                                            | I, Anna                                     | Еммі                          |
| 2012 | ф  | Летючий загін Скотланд-Ярду                | The Sweeney                                 | Ненсі Левіс                   |
| 2013 | кф | Агент Картер                               | Agent Carter                                | Пеґґі Картер                  |
| 2013 | ф  | Джимі Гендрікс                             | Jimi: All Is by My Side                     | Кеті Етчінгем                 |
| 2014 | ф  | Перший месник: Друга війна                 | Captain America: The Winter Soldier         | Пеґґі Картер                  |
| 2014 | ф  | Спогади про майбутнє                       | Testament of Youth                          | Хоуп                          |
| 2015 | ф  | Попелюшка                                  | Cinderella                                  | мати Попелюшки                |
| 2015 | ф  | Месники: Ера Альтрона                      | The Avengers: Age of Ultron                 | Пеґґі Картер                  |
| 2015 | ф  | Людина-мураха                              | Ant-Man                                     | Пеґґі Картер                  |
| 2016 | кф |                                            | The Complete Walk: Cymbeline                | Імоген                        |
| 2018 | ф  | Крістофер Робін                            | Christopher Robin                           | Евелін Робін                  |
| 2019 | ф  |                                            | Blinded by the Light                        | місс Клей                     |
| 2019 | ф  | Месники: Завершення                        | The Avengers: Endgame                       | Пеґґі Картер                  |
| 2021 | ф  | Кролик Петрик 2: Втеча до міста            | Peter Rabbit 2: The Runaway                 | кішечка Лапочка               |
| 2022 | ф  | Доктор Стрендж: у мультивсесвіті божевілля | Doctor Strange in the Multiverse of Madness | Пеґґі Картер / Капітан Картер |
| 2023 | ф  | Місія нездійсненна 7                       | Mission: Impossible 7                       | Ґрейс                         |
| 2025 | ф  | Місія нездійсненна 8                       | Mission: Impossible 8                       | Ґрейс                         |
| 2025 | мф |                                            | Rogue Trooper                               |                               |
| 2026 | ф  | Месники: Судний день                       | Avengers: Doomsday                          | Пеґґі Картер / Капітан Картер |

### Телебачення
| Рік       |    | Українська назва                         | Оригінальна назва                        | Роль                                |
| --------- | -- | ---------------------------------------- | ---------------------------------------- | ----------------------------------- |
| 2005      | тф |                                          | Whatever Love Means                      | Сабріна Гіннес                      |
| 2006      | с  |                                          | The Line of Beauty                       | Кетрін Федден (3 епізоди)           |
| 2006      | тф |                                          | Fear of Fanny                            | Джейн                               |
| 2006      | тф | Рубін в імлі                             | The Ruby in the Smoke                    | Роза Гарланд                        |
| 2007      | тф |                                          | Mansfield Park                           | Мері Крофорд                        |
| 2007      | тф |                                          | The Shadow in the North                  | Роза Гарланд                        |
| 2007      | с  |                                          | Doctor Who: The Eighth Doctor Adventures | Аша (2 епізоди)                     |
| 2010      | с  | Стовпи землі                             | The Pillars of the Earth                 | Алієна (8 епізодів)                 |
| 2012      | тф |                                          | Restless                                 | Єва Делекторська                    |
| 2013      | с  | Чорне дзеркало                           | Black mirror                             | Марта (Епізод: "Я скоро повернуся") |
| 2014      | с  | Агенти Щ.И.Т.                            | Agents of S.H.I.E.L.D.                   | Пеґґі Картер (2 епізоди)            |
| 2015—2016 | с  | Агент Картер                             | Agent Carter                             | Пеґґі Картер (18 епізодів)          |
| 2016—2017 | с  |                                          | Conviction                               | Хейс Моррісон (13 епізодів)         |
| 2017      | с  |                                          | Howards End                              | Маргарет Шлегель (4 епізоди)        |
| 2017—2019 | мс |                                          | Avengers Assemble                        | Пеґґі Картер (2 епізоди)            |
| 2018      | с  |                                          | The Long Song                            | Кароліна (3 епізоди)                |
| 2018—2019 | мс |                                          | 3Below: Tales of Arcadia                 | Задра (17 епізодів)                 |
| 2021—2024 | мс | Що як…?                                  | What If...?                              | Пеґґі Картер (6 епізодів)           |
| 2024      | с  | Коли завмирає серце                      | Heartstopper                             | Даян (3 епізоди)                    |
| 2024      | мс | Розкрадачка гробниць: Легенда Лари Крофт | Tomb Raider: The Legend of Lara Croft    | Лара Крофт                          |

### Відеоігри
| Рік  |    | Українська назва               | Оригінальна назва              | Роль         |
| ---- | -- | ------------------------------ | ------------------------------ | ------------ |
| 2011 | вг | Captain America: Super Soldier | Captain America: Super Soldier | Пеґґі Картер |
| 2016 | вг | Lego Marvel's Avengers         | Lego Marvel's Avengers         | Пеґґі Картер |

## Нагороди і номінації
| Роки | Нагороди                                                               | Номінації                                           | Роботи                     | Результати |
| ---- | ---------------------------------------------------------------------- | --------------------------------------------------- | -------------------------- | ---------- |
| 2019 | Премія Women's Image Network (WIN)                                     | Найкраща акторка телефільму / мінісеріалу           | «Говардс Енд» (2017)       | Номінація  |
| 2018 | Премія Гільдії телерадіомовлення                                       | Найкраща акторка телевізійного фільму               | «Говардс Енд» (2017)       | Номінація  |
| 2018 | Міжнародна премія онлайн-кінематографу (INOCA)                         | Найкраща акторка телефільму / мінісеріалу           | «Говардс Енд» (2017)       | Номінація  |
| 2018 | Премія «Золота німфа» Телевізійного фестивалю в Монте-Карло            | Найкраща акторка                                    | «Говардс Енд» (2017)       | Номінація  |
| 2015 | Премія «Сатурн» Академії наукової фантастики, фентезі та фільмів жахів | Найкраща телеакторка                                | «Агент Картер» (2015)      | Номінація  |
| 2015 | Літня кінопремія IGN                                                   | Найкращий телегерой                                 | «Агент Картер» (2015)      | Номінація  |
| 2011 | Премія «Джеміні»                                                       | Найкраща акторка у драматичному шоу або мінісеріалі | «Стовпи землі» (2010)      | Номінація  |
| 2011 | Премія «Золотий глобус»                                                | Найкраща акторка у фільмі або мінісеріалі           | «Стовпи землі» (2010)      | Номінація  |
| 2011 | Премія Асоціації онлайн-фільмов та телебачення                         | Найкраща акторка у фільмі або мінісеріалі           | «Стовпи землі» (2010)      | Номінація  |
| 2011 | Премія «Крик» (Scream Award)                                           | Найкраща акторка фантастичного фільму               | «Перший месник» (2011)     | Номінація  |
| 2011 | Премія «Крик» (Scream Award)                                           | Найкраща акторка                                    | «Перший месник» (2011)     | Номінація  |
| 2009 | Премія «Імперія» (Велика Британія)                                     | Найкраща нова акторка                               |                            | Номінація  |
| 2009 | Премія Лондонського гуртка кінокритиків                                | Найкраща британська акторка року у другорядній ролі | «Герцогиня» (2008)         | Номінація  |
| 2008 | Премія британського незалежного кіно                                   | Найкраща акторка другорядної ролі                   | «Герцогиня» (2008)         | Номінація  |
| 2007 | Премія «Золота німфа» Телевізійного фестивалю в Монте-Карло            | Найкраща акторка телефільму                         | «Страх перед Фанні» (2006) | Номінація  |